# Aleksandr Kovaliov
Aleksandr Kovaliov (n. 2 martie 1975, Belaya Kalitva⁠(d), RSFS Rusă, URSS) este un canoist ce a reprezentat Uniunea Republicilor Sovietice Socialiste, medaliat olimpic. A participat la 2 ediții ale Jocurilor Olimpice (2000, 2004) în care a câștigat o medalie de argint și o medalie de bronz.